# Dereszowa
Dereszowa (ukr. Дерешова) – wieś na Ukrainie, w obwodzie winnickim, w rejonie mohylowskim, w hromadzie Kuryłowce Murowane. W 2001 liczyła 477 mieszkańców, spośród których 475 wskazało jako ojczysty język ukraiński, a 2 rosyjski